# Ettersberg-Siedlung

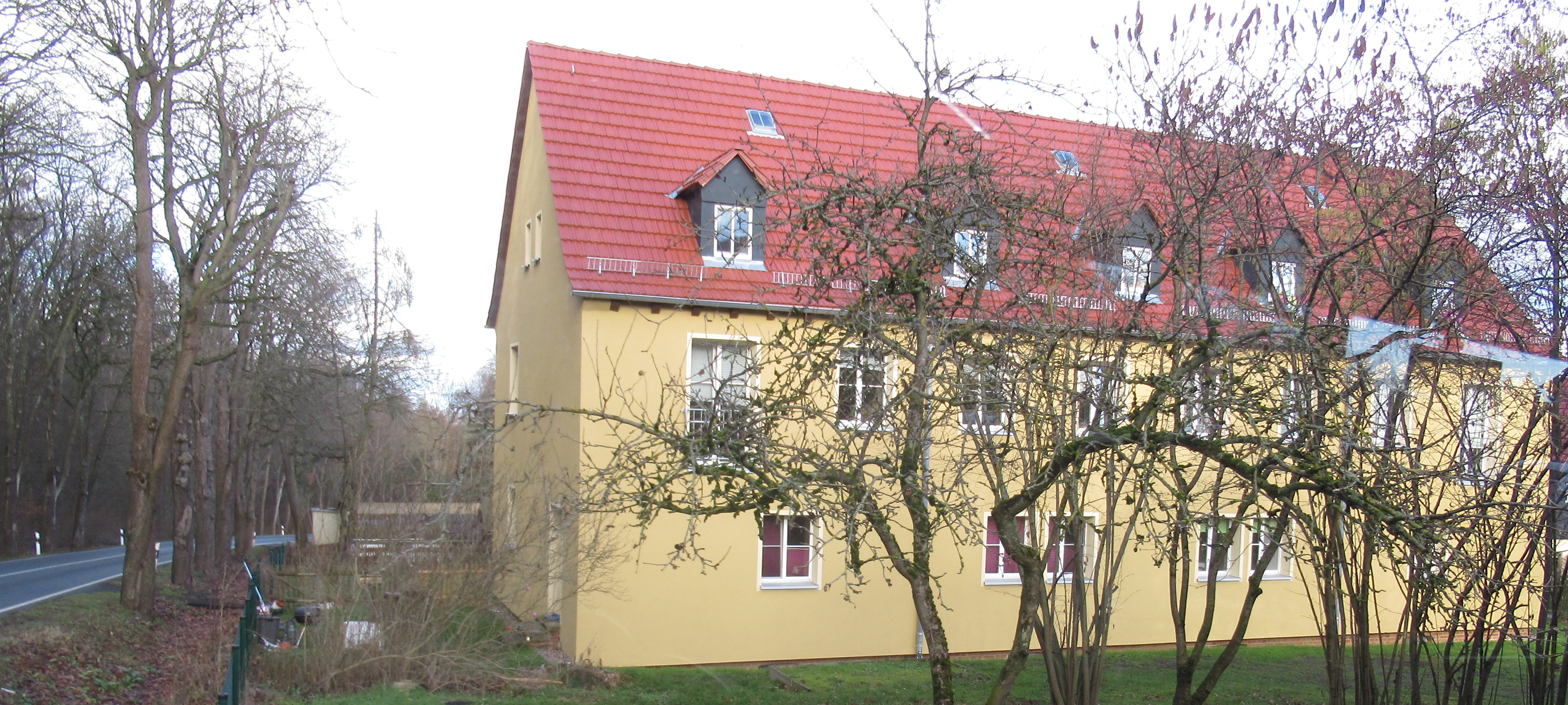
Wohnblock aus den 1930er Jahren; links die Ettersburger Straße

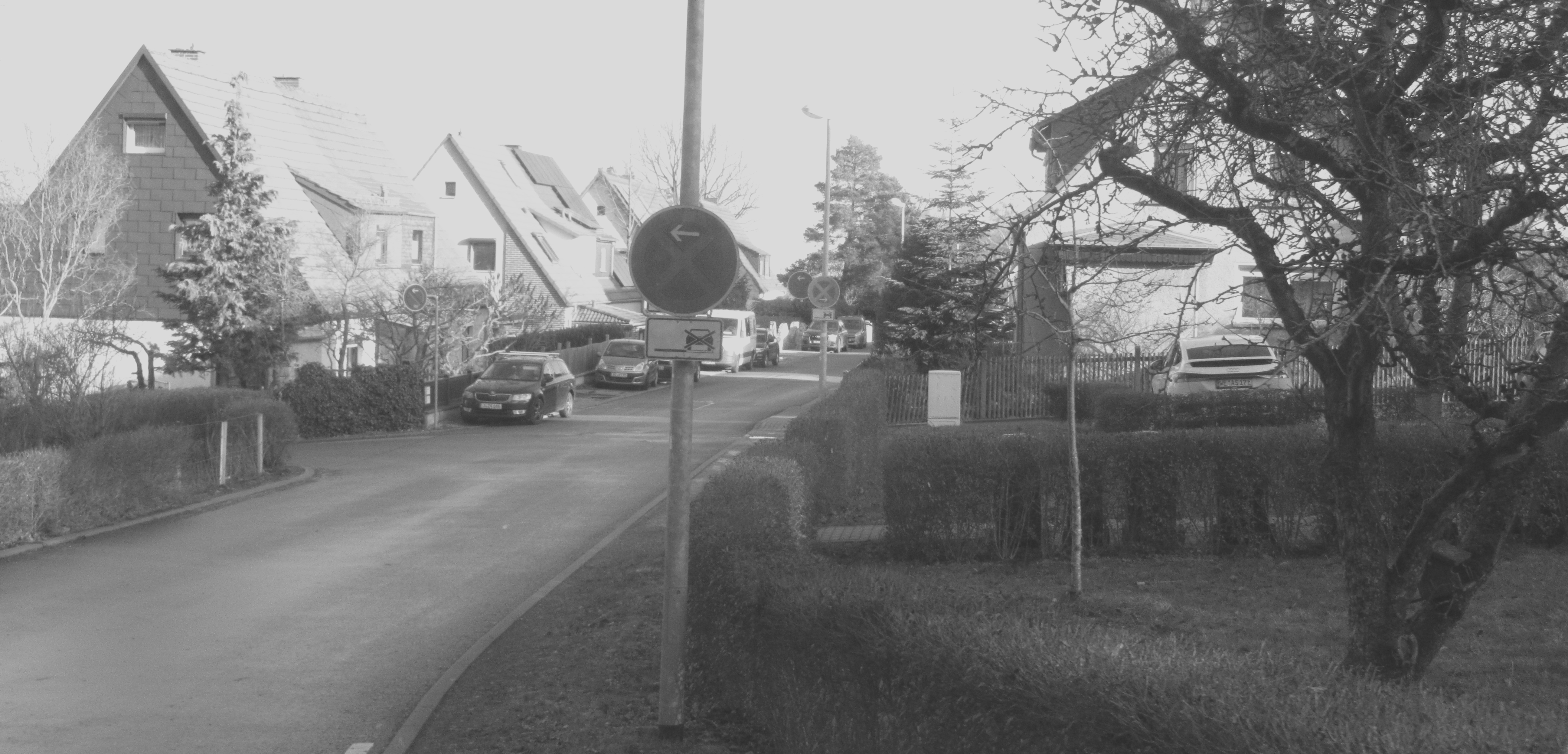
Bauten jüngeren Datums

Die Ettersberg-Siedlung in Weimar liegt unweit des KZ Buchenwald am Nordhang des Großen Ettersberges, der namensgebend für die Siedlung war.

## Geschichte und Beschreibung
Die Siedlung liegt an der Straße nach Ramsla in der Flur Kleinobringen. Sie wurde als „SS-Siedlung II“ angelegt, die aus doppelstöckigen Reihenhäusern und Einzelhäusern besteht. Sie entstand Ende der 1930er Jahre im Zusammenhang mit dem Aufbau des KZ Buchenwald und war für die Angehörigen der SS-Bewachung gedacht. Erbaut wurde die Siedlung insbesondere durch KZ-Häftlinge. Am 1. Juni 1945 wurden dort Flüchtlinge einquartiert.
Nach dem Zweiten Weltkrieg entstanden weitere Wohnhäuser, und die Siedlung wurde in Ernst-Thälmann-Siedlung umbenannt; seit 1990 heißt sie wieder Ettersberg-Siedlung.
Die Ettersberg-Siedlung zeigt Einflüsse der Bauhaus-Architektur. Das Konzept entwarf der Bauhaus-Architekt Franz Ehrlich, der selbst zeitweilig in Buchenwald inhaftiert und später auch im Baubüro des KZ Buchenwald unter Wolfgang Grosch tätig war. Es war für ihn ein unfreiwilliges städtebauliches Projekt.
Unweit der Siedlung befindet sich in einem Waldgebiet nordwestlich des Naturschutzgebietes „Prinzenschneise“ die DJH-Jugendherberge „Am Ettersberg“. Westlich der Ettersberg-Siedlung stehen die Weimarer Kaiserlinden.